# London Palladium
Le London Palladium (/ p ə l eɪ d i ¯ ʊ m /) est le théâtre le plus célèbre de Londres . Situé dans le quartier de Westminster, rue Argyll, il contient  2 286 places.
Une longue liste de stars s'y sont produites, de nombreuses représentations télévisées y sont tournées, dont 43 fois la Royal Variety Performance, émission de variétés diffusée chaque année sur la BBC dont le but est de collecter des fonds pour la Royal Variety Charity sous le patronage, à vie, du roi Charles III.

## Architecture
Walter Gibbons a construit le Palladium en 1910. La façade (sur le site de la maison Argyll, démolie dans les années 1860, d'où le pub prit le nom de The Argyll Arms), remonte au XIXe siècle. Autrefois, il s'agissait d'un bâtiment temporaire en bois appelé Corinthian Bazaar, qui comportait une volière et visait à attirer des clients du Bazar Panthéon récemment fermé (aujourd'hui Marks and Spencers) sur Oxford Street. Fredrick Hengler, fils d'un funambule, reconstruisit le théâtre un an plus tard en arène de cirque pour des spectacles comprenant des concerts de promenade, des pantomimes et un spectacle aquatique dans un ring inondé. Il est ensuite devenu le palais national du patinage - une patinoire avec de la vraie glace. Cependant, la patinoire a échoué et le Palladium a été redessiné par Frank Matcham, un célèbre architecte de théâtre qui a également conçu le Coliseum Theatre, sur le site qui abritait auparavant Hengler's Circus. Le bâtiment porte maintenant des plaques commémoratives de la Heritage Foundation.
Le théâtre a conservé nombre de ses caractéristiques d'origine et a été classé Grade II * en septembre 1960 . Le Palladium avait son propre système téléphonique afin que les occupants des box puissent se téléphoner. Il y avait aussi une étape tournante.

## Histoire

### Avant la guerre
Le théâtre a débuté sous le nom de The Palladium, un lieu de choix pour des spectacles de variétés. Des pantomimes y ont également été présentées. En 1926, la pantomime interprétait Lennie Dean dans le rôle de Cendrillon, dont il reste encore des images. Le théâtre est particulièrement lié aux représentations royales de variétés, où beaucoup ont eu lieu et ont toujours lieu. En 1928, pendant trois mois, le Palladium fit également office de cinéma. À la suite de cet épisode « Cine-Variety », le théâtre s'éteignit pendant une courte période à l’automne 1928.

### L'époque de George Black
À partir du 3 septembre 1928, le Palladium rouvrit sous la direction de l'impresario / producteur George Black au sein de la General Theatre Corporation (GTC). Lorsque Black prit le contrôle, le théâtre était au bord de la faillite. Il a retrouvé sa fortune en revenant à la philosophie originale du Palladium en mettant en scène de grands spectacles variés, avec un «V» majuscule - et en plus de mettre en vedette les numéros britanniques qu'il a menés, il a amené de grandes stars américaines telles que Duke Ellington et son orchestre, Adelaide Hall, Louis Armstrong et Ethel Waters pour des engagements de deux semaines.[réf. nécessaire] Peu de temps après, sous la direction de Black, le Palladium gagna de nouveau en éloges en tant que «théâtre de variétés le plus populaire au monde». En 1935, Black a initié les revues Crazy Gang au Palladium (dont on se souvient surtout) avec Life Begins à Oxford Circus.[réf. nécessaire] Les revues ont continué au Palladium en tant qu'événement annuel jusqu'à ce qu'elles soient transférées au théâtre du Victoria Palace en 1940. Black dirigeait le Palladium jusqu'à sa mort en 1945.
Le comble du thriller d'espionnage d'Alfred Hitchcock de 1935, The 39 Steps, a été filmé au Palladium.

#### Seconde Guerre mondiale
Le 11 mai 1941, une mine allemande non explosée a percuté le théâtre. Le dispositif était tombé du toit et s'était logé sur la scène. Une équipe de déminage de la Royal Navy a été envoyée pour s'en occuper. Une fois la mine localisée, il a fallu tourner la bague de verrouillage du fusible pour permettre l’accès à la fusée elle-même. Plutôt déconcertant, le fusible a commencé à fonctionner dès qu'il a été touché. Cela a entraîné une évacuation rapide de la zone immédiate, mais la mine n'a pas explosé. Les deux membres de l'équipe sont revenus prudemment, ont retiré le fusible et enlevé d'autres composants dangereux, neutralisant ainsi la mine. Pour son acte de courage au Palladium ce soir-là, le sous-lieutenant Graham Maurice Wright fut décoré de la George Medal. Il a ensuite été tué, le 19 août 1941, alors qu'il se dirigeait vers Gibraltar à bord du navire de guerre torpillé SS  Aguila.

### L'époque de Val Parnell
Après le décès de George Black (en) (1890–1945), Val Parnell assuma les fonctions de directeur général après la mort de George Black en 1945. Il adopta une politique controversée, mais très fructueuse, consistant à présenter en tête de liste des actes américains de grande envergure et connus. Parmi les nombreux, la liste[pas clair] comprenait Carmen Miranda, Judy Garland, Sophie Tucker, Bing Crosby, Danny Kaye, Rosemary Clooney, les Andrews Sisters avec Vic Schoen et son orchestre, Bob Hope, Liza Minnelli, Lena Horne, Ella Fitzgerald, Peggy Lee, Frank Sinatra, Sammy Davis, Jr., Frankie Laine et Johnnie Ray ont été relégués au second plan par de nombreuses stars britanniques du jour, relégués au second plan.
De 1955 à 1967, le théâtre était le théâtre de la meilleure émission de variétés ITV Sunday Night au London Palladium, animée en premier par Tommy Trinder, suivie de Bruce Forsyth, Norman Vaughan et Jimmy Tarbuck. L'émission était diffusée en direct chaque semaine par ATV, qui appartenait au célèbre impresario de théâtre Lew Grade. La production a été réalisée par Val Parnell. Six émissions ont été diffusées en tant qu'épisodes spéciaux aux États-Unis entre mai et août 1966 sur NBC.[réf. nécessaire].
Val Parnell s'associe à une société de développement immobilier et commence à vendre les théâtres de Moss Empires en vue de leur réaménagement. Quand on a appris en 1966 que ce sort était attendu au London Palladium, au Victoria Palace et même au Theatre Royal, Drury Lane, Prince Littler a organisé une prise de contrôle pour sauver les théâtres et Val Parnell s'est retirée pour vivre en France. Le nouveau directeur général de Stoll-Moss était Louis Benjamin, qui a assumé le rôle de directeur général de Pye Records au sein du groupe ATV.
En 1965, la Wine Society était installée dans une cave située sous le Palladium. En outre, il en utilisait également un à Joiner Street sous London Bridge Station et un autre à St James's Bond à Rotherhithe (inondé à marée haute).[réf. nécessaire]
En 1968, Sammy Davis, Jr. a joué dans Golden Boy, le premier livre musical à être produit dans la salle[pas clair].[réf. nécessaire]
Un album de Johnny Cash a été enregistré là-bas en 1968, mais Columbia Records ne l'a jamais publié. Des bootlegs de la performance sont en circulation.

### Post-Parnell
En janvier 1973, le groupe de glam rock Slade a joué un concert au théâtre, ce qui a entraîné l'effondrement du balcon de la salle. En 1976, Marvin Gaye aenregistré un concert sur place. La performance documentée sur le double album résultant, intitulé Live at the London Palladium et sorti en 1977. Elle comprenait son hit numéro un " Got to Give It Up ".
En juillet 1974, la chanteuse Cass Elliot se produit pendant deux semaines. La nuit de sa dernière représentation, elle mourut endormie dans son appartement loué à Mayfair.
Également en 1974, Josephine Baker a joué dans le spectacle Royal Variety. Le film de 1991, The Josephine Baker Story, laissait supposer que, comme Cass Elliot, elle était décédée après une exposition personnelle couronnée de succès, qui avait eu lieu à Bobino, à Paris, quatre jours avant sa mort, en avril 1975.
En 1981, les caves du Palladium abritaient un musée de la cire, appelé à juste titre "The Palladium Cellars", qui était mis en vedette par un automate à projection Yul Bryner, le cow-boy Gunslinger de Westworld.
À la fin des années 1980, le Palladium a de nouveau été le théâtre de la populaire émission de variétés ITV1, Live From the Palladium, animée par Jimmy Tarbuck. Pendant ce temps, le théâtre appartenait au "Stoll Moss Theaters Group" et à la direction de Margaret et David Locke, qui étaient tous deux des actionnaires majeurs de Stoll Moss à l'époque.
En 1988, le Edinburgh Gang Show est apparu dans le cadre du Silver Jubilee de la British Musical Hall Society.

### ÉpoqueReally Useful
En 2000, la propriété du théâtre a changé une fois de plus quand Stoll Moss a été acquise par Andrew Lloyd Webber de Really Useful Group. Du 3 mai 2000 au 5 janvier 2002, le Palladium jouait The King et moi avec Elaine Paige et Jason Scott Lee. Cette production était un transfert du West End de la production extrêmement réussie de 1996 à Broadway. Avant l'ouverture, le guichet avait déjà encaissé plus de 7 millions de livres sterling de billets vendus. Cette version du spectacle était une affaire somptueuse, avec de nouveaux dialogues et de la musique ajoutés, tandis que le matériel original était mis à jour. Pendant la course, Josie Lawrence a joué le rôle d'Anna et Paul Nakauchi et Keo Woolforda joué le rôle du roi, respectivement. Après la fermeture de la production, la fameuse scène tournante (mais dépassée) a été supprimée pour laisser la place à une technologie plus moderne.
De Avril 2002 au 4 septembre 2005, le Palladium a accueilli une version théâtrale de Chitty Chitty Bang Bang avec songscore par les frères Sherman comme successeur de The King & I. Au cours de ses trois années et demie passées sur les lieux, la production a mis en vedette de nombreuses célébrités (voir ci-dessous). Ce spectacle s'est avéré être le plus réussi de la longue histoire du théâtre et a réuni, 50 ans plus tard, la chorégraphe du spectacle Gillian Lynne, avec le théâtre dans lequel elle était apparue en tant que Star Dancer du Palladium au début des années 50. Le 1er novembre 2004 et le 22 novembre, l’auteur-compositeur-interprète Jackson Browne a présenté deux concerts au cours de sa tournée acoustique en solo. Pour Noël 2005-2006, le lieu s'est dérouléLa production de Bill Kenwright dans Scrooge - The Musical s’achève le 14 janvier 2006. Le spectacle met en vedette Tommy Steele et fait un retour au Palladium. Depuis février 2006, le théâtre a accueilli une nouvelle production musicale intitulée Sinatra At The London Palladium, qui présentait un groupe de musiciens, des projections sur grand écran et des danseurs interprétant les plus grands succès de Frank Sinatra.
Le son de la musique au Palladium en février 2007
La production d'Andrew Lloyd Webber et David Ian, The Sound of Music, a été présentée au Palladium en novembre 2006. La production a duré un peu plus de deux ans, avant de fermer le 21 février 2009. Elle a joué Connie Fisher et Summer Strallen dans le rôle de Maria, Simon Shepherd, Alexander Hanson et Simon MacCorkindale en tant que capitaine Von Trapp et Lesley Garrett et Margaret Preece en tant que mère abbesse. Une production de Sister Act the Musical a débuté le 2 juin 2009, mettant en vedette Patina Miller dans le rôle de Deloris, Sheila Hancock dans le rôle de Mère Supérieure, Ian Lavender.en tant que Monseigneur Howard, Chris Jarman en Shank, Ako Mitchell en Eddie, Katie Rowley Jones en Sœur Mary Robert, Claire Greenway en Sœur Mary Patrick et Julia Sutton en Sœur Mary Lazarus.
Rufus Wainwright a tenu deux concerts à guichets fermés au théâtre Judy Garland les 18 et 25 février 2007. Le 20 mai 2007, le London Palladium a accueilli les BAFTA Awards 2007, qui ont été diffusés à la télévision sur BBC. En 2010, les BAFTA Television Awards sont revenus à la Palladium.[réf. nécessaire] Bien que le théâtre ait un spectacle en résidence, il est toujours en mesure d’organiser des représentations uniques; ceci est rendu possible par le décor du spectacle résident conçu pour être facilement enlevé. Par exemple, l'ensemble de Sister Act a pu être hissé complètement au-dessus de la scène dans une zone appelée Fly Loft.
Le London Palladium a eu 100 ans le 31 décembre 2010. Un programme télévisé spécial d'une heure intitulé «100 ans du palladium» a été diffusé sur BBC Twole 31 décembre 2010. Sir Elton John s'est produit sur place en septembre 2013 dans le cadre d'une émission spéciale. où il a reçu le Brit Awards Icon, diffusé par la suite sur ITV1.[réf. nécessaire] Robbie Williams a promu son nouvel album Swings Both Ways, le 1000e album no 1 du Royaume-Uni, avec une performance d'une nuit le 8 novembre 2013 qui a été filmée pour la télévision (BBC One). Il a été rejoint par des membres du casting de Muppet Show (Kermit la grenouille, Miss Piggy, Fozzie Bear, Gonzo, Statler et Waldorf), Lily Allen, Rufus Wainwright, son père, une chorale d’enfants et un orchestre de 30 musiciens. Les invités invités comprenaient Adele et One Direction.
En 2014, le groupe Really Useful a été scindé en deux et l’entité propriétaire du théâtre est le groupe Really Useful Theatres Group.[réf. nécessaire]
En 2018, les cendres de Bruce Forsyth reposent sous la scène du Palladium. Une plaque bleue le commémore sur un mur situé à proximité, avec la description "Indubitablement le plus grand artiste du Royaume-Uni, il repose en paix au son de la musique, du rire et danser… exactement où il voudrait être. "[réf. nécessaire]
Entre le 26 juin et le 8 septembre 2019, le Palladium mettra en scène la production du 50e anniversaire d'Andrew Lloyd Webber, de Tim Rice ' Joseph et de Amazing Technicolor Dreamcoat. Ce sera une toute nouvelle production avec Sheridan Smith jouant le rôle de narrateur et Jason Donovan le rôle de pharaon et présentant Jac Yarrow dans le rôle principal.[réf. nécessaire]
Du 29 janvier au 16 février 2020, la chanteuse Madonna s'y produit dans le cadre de sa tournée théâtrale Madame X Tour.

## Productions récentes et actuelles remarquables
- 1991 : Joseph and the Amazing Technicolor Dreamcoat - Steven Pimlott retravaille la comédie musicale Andrew Lloyd Webber / Tim Rice avec Jason Donovan et Linzi Hateley
- 1994 : Oliver! - La renaissance de Cameron Mackintosh dirigée par Sam Mendes. À l’origine avec Jonathan Pryce, Sally Dexter et Miles Anderson.
- 1998 : Saturday Night Fever mis en scène et chorégraphié par Arlene Phillips avec Adam Garcia et Ben Richards
- 2000 : The King and I mis en scène par Christopher Renshaw. Un transfert de la renaissance de Broadway en 1996, cette version interprétée par Elaine Paige et Jason Scott Lee
- 2002 : Chitty Chitty Bang Bang mis en scène par Adrian Noble et chorégraphié par Gillian Lynne. La distribution originale comprenait Michael Ball, Emma Williams, Anton Rodgers, Nichola McAuliffe, Brian Blessed et Richard O'Brien.
- 2005 : Scrooge - The Musical, de Leslie Bricusse, avec Tommy Steele
- 2006 : The Sound of Music réalisé par Jeremy Sams avec BBC Comment résoudre un problème comme celui de Maria? Gagnante Connie Fisher, Alexander Hanson, Lesley Garrett
- 2009 : Sister Act the Musical, ouvert en mai 2009, mettant en vedette Patina Miller, Sheila Hancock et Ian Lavender. La production a reçu une nomination au Prix Olivier pour Miller
- 2011 : The Wizard of Oz, février 2011 - septembre 2012.[réf. nécessaire] Cette production a été produite par Andrew Lloyd Webber, qui a convaincu Danielle Hope de jouer Dorothy dans le cadre de la série télévisée Over The Rainbow de la BBC.
- 2014-2015 : Cats (Revival), ouvert le 6 décembre 2014, avec Nicole Scherzinger et plus tard Beverley Knight.
- 2016 : le chanteur principal de Westlife, Shane Filan, s'est produit au théâtre pour sa tournée de concerts en solo, soutenant son album de 2015, Right Here
- 2016 : Eugenius! de Ben Adams et Chris Wilkins, première mondiale en concert le 29 juin. Produit par et interprété par Warwick Davis
- 2016-2017 : Cendrillon, le retour de la pantomime du Palladium avec Paul O'Grady, Julian Clary, Amanda Holden, Nigel Havers, Paul Zerdin, Lee Meadet le comte Arthur Strong
- 2017 : Le vent dans les saules avec Rufus Hound, Simon Lipkin, Neil McDermott, Gary Wilmot et Denise Welch
- 2017-2018 : Dick Whittington avec Julian Clary, Elaine Paige, Ashley Banjo et la diversité, Paul Zerdin, Nigel Havers, Gary Wilmot et Charlie Stemp
- 2018 : Le Roi et moi mis en scène par Bartlett Sher. Un transfert de la reprise de Broadway 2015 primée aux Tony Awards avec Kelli O'Hara et Ken Watanabe
- 2018-2019 : Blanche-Neige mettant en vedette Dawn French, Julian Clary, Paul Zerdin, Gary Wilmot, Nigel Havers, Vincent & Flavia et The Magnificent Seven.
- 2019 : Production du cinquantième anniversaire de Joseph and the Amazing Technicolor Dreamcoat  mettant en vedette Sheridan Smith et Jason Donovan.
- 2019-2020 : Goldie Locks and the Three Bears, avec Paul O'Grady, Julian Clary, Matt Baker, Paul Zerdin, Nigel Havers et Gary Wilmot.[réf. nécessaire]
- 2020 janvier / février : Madame X Tour avec Madonna.
- 2021 : Joseph and the Amazing Technicolor Dreamcoat
- 2022 : Beauty and the Beast
- 2023 : The Wizard of Oz
- 2024 : Hello, Dolly!
- 2025 : Evita